# Adelbert von der Schulenburg-Filehne
Graf Adelbert Friedrich Alexander Karl Wilhelm August von der Schulenburg-Filehne (* 5. Juni 1817 in Berlin; † 27. Juni 1874 in Filehne) war ein Allodialherrschaftsbesitzer und Reichstagsabgeordneter.

## Leben

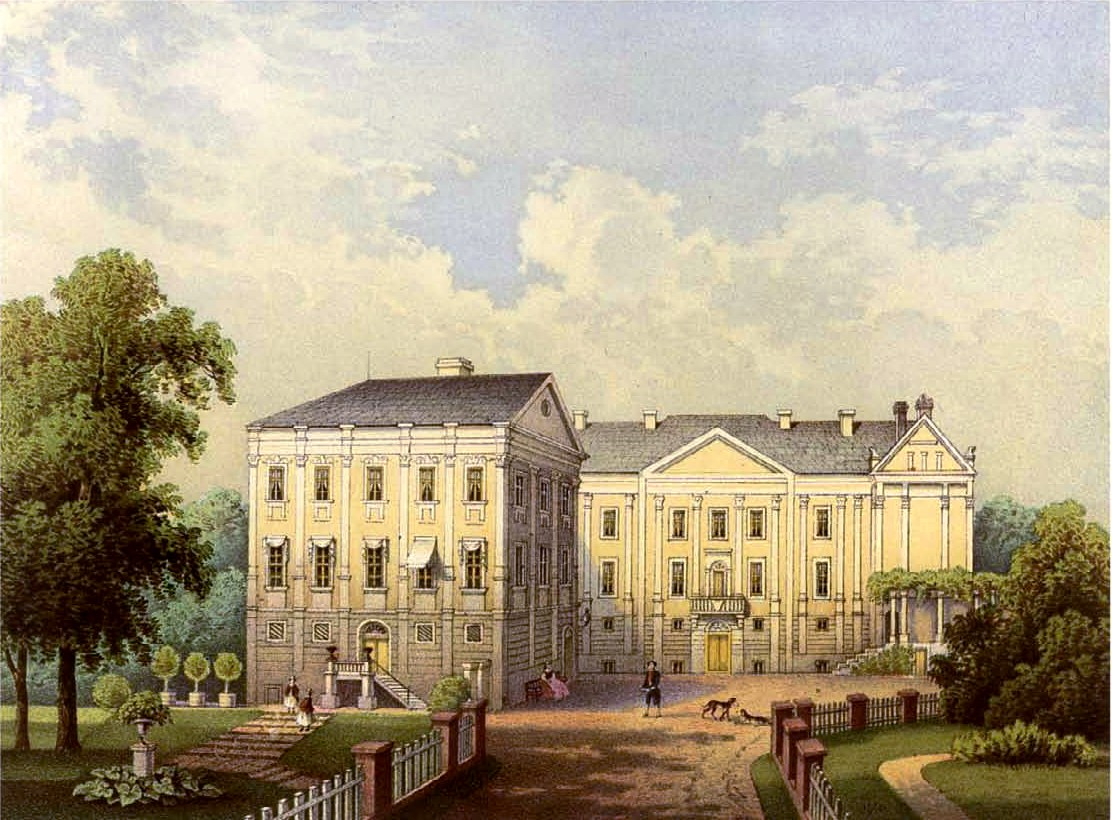
Schloss Filehne um 1866/67, Sammlung Alexander Duncker

Schulenburg besuchte Gymnasien in Berlin, hierbei war er Mitschüler Ottos von Bismarck, später ab 1832 die Ritterakademie in Dom Brandenburg und studierte von 1836 bis 1839 Rechtswissenschaften in Berlin. 1840 wurde er Auskultator bei der Justizkammer in Schwedt. Von 1842 bis 1851 war er Offizier im Brandenburgischen Dragoner-Regiment Nr. 2. 1851 schied er aus dem Militärdienst aus und bewirtschaftete sein Rittergut, erbte 1855 die Herrschaft Filehne. 1856 wurde er Rechtsritter des Johanniterordens, nachfolgend Kommendator für die Provinz Posen. Er war im Posener Provinziallandtag, dessen Vorsitzender er von 1871 bis 1874 war.
Von 1866 bis 1873 war er Mitglied des Preußischen Abgeordnetenhauses, von 1867 bis 1874 erst Mitglied des Norddeutschen Reichstags, dann des Deutschen Reichstags für die Konservative Partei für den Wahlkreis Bromberg 1 (Czarnikau-Chodziesen).
Von 1872 bis 1874 war er Kommendator des Johanniterordens, der Posen-Westpreußischen Genossenschaft dieser Kongregation, hier Nachfolger des Georg von Massenbach.
Adelbert, auch Adalbert genannt, von der Schulenburg war seit 1855 mit Luise Freiin von Sobeck-Zarrentin (1836–1913) verheiratet. Das Ehepaar hatte drei Kinder. Tochter Henriette (1856–1937) war zweimal verheiratet, erst mit Werner Graf Schulenburg und dann mit Heinrich Graf Schulenburg. Seit war zeitweise nach ihrer Mutter Erbin von Filehne und besaß das Rittergut Leussin bei Demmin aus der Erbmasse ihrer Vorfahren. Tochter Anna (1858–1911) hatte Albrecht Graf Arnim-Mellenau zum Ehemann. Der Sohn Günter von der Schulenburg-Filehne starb dreijährig 1862.